# Yumi Karasumaru
Yumi Karasumaru (烏丸由美?, Karasumaru Yumi; Osaka, ...) è un'artista giapponese.

## Biografia
Karasumaru è nata a Osaka. Si è laureata presso la Facoltà di Scultura dell'Università Municipale delle Arti di
Kyoto, e successivamente ha completato il corso di pittura presso l'Accademia di Belle Arti di Bologna. Dall’inizio
degli anni ’90 ha trasferito la propria base operativa in Italia e attualmente lavora tra Bologna (Italia) e Kawanishi,
nella prefettura di Hyōgo (Giappone).
La sua pratica artistica riflette uno sguardo esterno sul Giappone contemporaneo e affronta sentimenti di amore,
inquietudine e ambivalenza verso il proprio paese d’origine. Attraverso la pittura e la performance, cerca di
rappresentare un “altro Giappone”, filtrato da una prospettiva tra l’interno e l’esterno.
Dal 1995 lavora alla Serie della atomica e nel 1999 ha tenuto una mostra personale a Hiroshima in occasione
dell'anniversario del bombardamento atomico. Tra le sue serie principali si annoverano anche la Serie della Famiglia
(iniziata nei primi anni ’90), la Serie degli Adolescenti (dal 2000) e la Serie dei Paesaggi di Tokyo.
Il tema ricorrente e centrale nella sua opera è Facing Histories (Affrontare la storia), che esplora il rapporto tra
memoria personale e collettiva attraverso una prospettiva critica e poetica.
Durante la pandemia da COVID-19 ha iniziato la Serie Shin Design + Plus, ispirata ai motivi tessili tradizionali
giapponesi e Woven (intessuta) con una sensibilità pop e l'influenza della pittura rinascimentale europea. In questa
serie si fondono estetiche orientali e occidentali, pittura e design, passato e presente.
La successiva Serie Onko Chishin (温故知新 imparare da passato) si concentra sull’arte del periodo Edo, con
particolare attenzione ai motivi di fiori, uccelli e paesaggi naturali, cercando un equilibrio tra ritmo grafico e colore,
e sperimentando nuovi dettagli e sensibilità contemporanee.

## Selezione mostre personali
- 2025 "Cha-cha-cha con i giocattoli!", 25° anniversario del 24 FRAME Future Film Festival al

DumBo, Bologna, Italia
https://www.futurefilmfestival.it/en/cha-cha-cha-con-i-giocattoli-yumi-karasumarus-solo- exhibition/
https://www.futurefilmfestival.it/it/svelata-limmagine-che-celebra-ledizione-2025/
https://www.artribune.com/arti-performative/cinema/2025/04/intervista-artista-yumi-
- 2024 "Cha-cha-cha con i giocattoli, Oh, Baby! Cha-cha-cha!", MANIFESTO GALLERY, Osaka,

Giappone
"温故知新 - Forming new art from classics", ESPACE KYOTO, DAIMARU,
Kyoto,Giappone
"Yumi's New School - ユミの新しい学校", Alchemilla - Palazzo Vizzani, Bologna, Italia
https://www.alchemilla43.it/2024/04/12/yumis-new-school-
"Learning from the past - 温故知新", L'Ariete artecontemporanea, Bologna, Italia
https://www.galleriaariete.it/2024/01/21/yumi-karasumaru/
- 2023 "Facing Histories 2023", La Galleria Paola Verrengia, Salerno, Italia

https://www.galleriaverrengia.it/facing-histories-2023-yumi-karasumaru/
"Woven つむぐ- vol.2 ", GALLERIE CENTENNIAL, Osaka, Giappone
"温故知新 - Forming new art from classics", KATSUYA SUSUKI GALLERY, Tokyo,
Giappone
https://www.katsuya-susuki-gallery.com/exhibition/yumikarasumaru-2/
- 2021 "Woven - つむぐ ", KATSUYA SUSUKI GALLERY, Tokyo, Giappone

https://www.katsuya-susuki-gallery.com/exhibition/yumikarasumaru/
- 2018 "Facing Histories ", Galleria I Volpini, Bologna
- 2016 "Facing Histories[1][2]", MAMbo - Museo d'arte moderna di Bologna[3][4][5][6], Bologna
- 2015	 "Facing Histories ", Roppongi Hills A/D gallery, Tokyo

"Facing Histories ", @Kcua Kyoto City University Arts Art Gallery, Kyotoe
"Facing Histories in Hiroshima “, Prefectural Gallery, Hiroshima Prefectual Art Museum, Hiroshima
- 2014 "Spriti evanescenti[7] - Dal Giappone al Marfisa d'Este”, Palazzina di Marfisa d'Este Ferrara

“FACING HISTORIES”, Galerie Houg, Lione
- 2013	 "Tokyo- Monogatari "[8], Studio Carlotta Pesce[9][10], Bologna
- 2011	 "Tokyo Stories- Vol.3 ", Galerie Houg, Lione
- 2010	 "It’s Our Tokyo Stories.", Mizuma Action (Mizuma Art Gallery), Tokyo
- 2009	 "Tokyo Stories", fabioparisartgallery, Brescia
- 2006	 "BUNSHIN-everyday life", Mizuma Action (Mizuma Art Gallery), Tokyo
- 2005	 "Tokyo AGERS ", fabioparisartgallery, Brescia
- 2004	 "FACING HISTORIES", Teatro Nuovo Giovanni da Udine, Udine
- 2002	 "FACING HISTORIES", Marcel Scheiner Gallery, Hilton Head Island, U.S.A.
- 1999	 "HINO IZURU KUNI YORI", Galleria Luigi Franco Arte Contemporanea, Torino

"TOKI NO FUIN", Prefectural Gallery, Hiroshima Prefectual Art Museum, Hiroshima
"MODERN CRIMES", Viafarini, Milano
- 1998	 "SPAZIOAPERTO", (with M. Arcangeli), MAMbo - Museo d'arte moderna di Bologna, Bologna
- 1995	 "BANZAI", Galleria Guido Carbone, Torino

## Selezione mostre collettive
- 2024 “Padiglione Bologna”, Galleria Civica d’Arte Contemporanea MuVi, Viadana (MN), Italy
- 2023 “IMAGE”, Link Studio Arte, Bologna, Italy
- 2021 “+Divenire. Dove inizia il numero di esodo”, Corciano Festival, Corciano, Italy
- 2019 “Turn over #1”, Galleria Paola Verrengia, Salerno, Italy
- 2018 “Lari- gli spiriti protettori della casa", Triennale di Milano, Superstudio, Milano

“EX-NOVO”, Napoli
- 2017 “Roberto Daolio – vita e incontri un criticod’arte attraverso le opere di una collezione non intenzionale”[13]

Museo d’Arte Moderna di Bologna (MAMbo), Bologna
- 2016 Tam Tam Meraviglia “ Mano”, Triennale di Milano

"Do ut do – Art for Hospice", Pinacoteca Nazionale di Bologna
"SILENT @KCUA”, @Kcua Kyoto City University Arts Art Gallery, Kyoto
- 2015 “ SILENT @KCUA”, @Kcua Kyoto City University Arts Art Gallery, Kyoto
- 2014 “ SHOWN OR TO BE SHOWN”, Galerie Houg, Lione
- 2012	"Do ut do – Art for Hospice", Spazio Carbonesi, Bologna
- 2009  "Run, Jump and Throw-Athletics in international Contemporary Art", Berlin City Hall, Berlino

"Second Skin" Spazio Paraggi, Treviso
- 2007	"RED HOT -Asian Art Today from the Chaney Family Collection", The Museum of Fine Arts, Houston, U.S.A.
- 2006	 "LA DONNA OGGETTO-Miti e metamorfosi al femminile 1900-2005", Castello di Vigevano, Vigevano
- 2005	"CHRONOS- il tempo nell'arte dall'epoca barocca all'età contemporanea", Il Filatoio, Caraglio

"ALTRE LILITH-Le Vestali dell’Arte – Terzo Millennio"Scuderie Aldobrandini per l’Arte, Frascati
"BOLOGNA CONTEMPORANEA", MAMbo - Museo d'arte moderna di Bologna, Bologna
"XIV QUADRIENNALE DI ROMA", Galleria nazionale d'arte moderna e contemporanea, Roma
- 2004	"FAR EAST-Volume 1, Yu Hirai + Yumi Karasumaru ", Agenzia04, Bologna

"COMUNITA' COMMUNITY ", Premio Internazionale d'Arte "Ermanno Casoli settima edizione Cartoteca Storica Regionale, Serra San Quirico
"FEMALE DIGNITY - Inszenierung der Weiblichkeit in der modernen Kunst ", Schloss Ulmerfeld, Ulmerfeld
"OFFICINA ASIA", Galleria d'arte Ex-Pescheria, Cesena
- 2003	"MUTA. MENTI & MUT. AZIONI", D406 Galleria d'arte contemporanea, Modena
- 2002	"Small Works", Marcel Scheiner Gallery, Hilton Head Island, U.S.A

"Lavori Domestici", Via Magenta,14, Varese
"Mountain Way - I sentieri dell'arte per la montagna", Palazzo Frisacco, Tolmezzo
- 2001	"Figure del Novecento 2. Oltre l'Accademia", Accademia di belle arti di Bologna

"MY OPINION", Palazzo Lanfranchi, Pisa
- 2000	"INSIGHTS", Fondazione Adriano Olivetti, Roma
- 1999	"Video. it - Young Art at S. Pietro in Vincoli", S. Pietro in Vincoli, Torino
- 1998	 "Nuovi collezioni degli ultimo due anni ", MAMbo - Museo d'arte moderna di Bologna, Bologna

"SUBWAY-arte negli spazi della metropolitana del passante della stazioni ferroviarie ", Milano
"ROMAGNA-KASSEL", Galleria d'Arte Contemporanea Vero Stoppioni, Santa Sofia
- 1997	"UNIVERSARTE", S.Giovanni in Monte, Bologna
- 1995	"Biennale di Venezia, APERTO '95 - OUT OF ORDER", MAMbo - Museo d'arte moderna di Bologna, Bologna
- 1994	"DON CHISIOTTE", Galleria Nazionale d'Arte Moderna, San Marino, Most Serene Repubblica di San Marino

## Selezione performance
- 2024 "The Storyteller, Il narratore - Pro-memoria di Onoda, Last samurai", il 10 maggio

presso Alchemilla Palazzo Vizzani, Bologna, Italia
"The Storyteller, Il narratore - The Double Pop Songs", il 19 maggio, 22 maggio
presso Alchemilla Palazzo Vizzani, Bologna, Italia
https://www.youtube.com/watch?v=4VljCD50tcI&t=1s
"The Storyteller, Il narratore - Brave Storie del Giappone in tre quadri e 93 parole",
l'1 e il 3 febbraio presso L'Ariete artecontemporanea, Bologna, Italia
https://www.galleriaariete.it/2024/01/21/yumi-karasumaru/
- 2023 "The Storyteller, Il narratore - The Double Pop Songs for Salerno 2023",

il 18 novembre alla Galleria Paola Verrengia, Salerno, Italia
https://www.youtube.com/watch?v=7gaN1xrqNo4
- 2020 "The Storyteller, il narratore 2020 - Kodanshi per la Galleria de'foscherari",

Museo d'Arte Moderna di Bologna (MAMbo), 20 settembre, Bologna, Italia
https://www.youtube.com/watch?v=uvGoK_gFtyY
"Yumi-transformer, Life changing program 2020-2021" il 24 e 25 giugno
presso la Galleria de' foscherari, Bologna, Italia
https://www.youtube.com/watch?v=2JWwCyBl26c
https://www.youtube.com/watch?v=mD5UIW7ltHw
"The Story-teller, il narratore 2020 – Il nome di quell’uomo è Pasquale“ ,Galleria de Foscherari, Bologna
- 2019 “The Bumper Car Kodanshi - Circolare“,[15], at the amusement park, Baggio, Milano

“The Story-teller, Kataribe 2019 – Make yourself at home”, from 1st to 3rd of February, at artist’s home studio,in the program of ART CITY – Arte Fiera 2019, Bologna
- 2018 “The Story-teller, Il narratore 2018 – The Four Songs”[17] per ArtCity Bologna, il 31 gennaio, Bologna
- 2017 “Facing Histories in Hiroshima- versione speciale per Torino 2017”[18][19]Museo Ettore Fico, il 4 novembre, Torino

"Story-teller, il narratore-versione speciale per Napoli 2017", Presso Palazzo Caracciolo di San Teodoro di Napoli, 15 giugno, Napoli
- 2016 “WHITE STORY", Mart - Museo d'arte moderna e contemporanea di Trento e Rovereto, 22 novembre, Rovereto

“Facing Histories in Hiroshima", MAMbo - Museo d'arte moderna di Bologna, 6 agosto, Bologna
- 2015 “Facing Histories in Hiroshima", @Kcua Kyoto City University Arts Art Gallery, 6 e 9 agosto, Kyoto
- 2014 “KOROSù-to Kill -Versione speciale per Marfisa 2014", Palazzina di Marfisa d'Este, Ferrara

“The Story-Teller, Kataribe 2014",  Galerie Houg, Lione
- 2013 “The Story-Teller, il narratore", Studio Carlotta Pesce, Bologna

"The Story-Teller, il narratore", ”KOROSù-to Kill”, ex-chiesa di San Mattia, Bologna (Arte Fiera- ArtCity Bologna)
- 2011 "The Story-Teller", Gallerie Houg, Lione
- 2010 "The Story-Teller", Mizuma Action (Mizuma Art Gallery), Tokyo
- 2009 "The Story-Teller", fabioparisartgallery, Brescia
- 2006 "Koros-Aikiru (I Kill)", Mizuma Action (Mizuma Art Gallery), Tokyo
- 2002 "FACING HISTORIES", Marcel Scheiner Gallery, Hilton Head Island, USA
- 2001 "KATARIBE-the narater" (Domestic Art), at Dt. G. Masini & Dr. M. Paoletti, l6 settembre, Pisa
- 2000 "INSIGHTS- glimpses and actions between public and private spaces", Fondazione Adriano Olivetti, Roma

"BUNSHIN", Galleria civica di Trento, Trento
"Serata FLUXUS", Chiostri di S. Domenico - ex Stalloni, Reggio nell'Emilia
- 1999 "DOMESTIC ART ON TOUR", at Dr. M. De Michelis & Dr.A Kohlmayer, il l8 maggio, Venezia

"DOMESTIC ART ON TOUR", at Dr. Gemma De Angelis Testa, 20 aprile, Torino
"DOMESTIC ART ON TOUR", at Dr. Ruben Levi, 24 Febbraio, Torino
- 1998 "DOMESTIC ART ON TOUR", at Dr. Patrizia Brusarosco (Via Farini), il6 dicembre, Milano

"SHORT STORY OF JAPAN", Sancarlino Theater - Brescia Music Art Festival - Brescia
Television program "LE NOTTI DELL'ANGELO", Italia 1

## Collezioni pubbliche
- Museo Ettore Fico, Torino
- Microsoft Fondation, U.S.A
- Galleria d'Arte Moderna e Contemporanea, San Marino
- Università di Bologna
- Museo d'arte moderna di Bologna
- Galleria civica d'arte moderna e contemporanea di Torino

## Pubblicazioni
- 2016 "KOROSU – IO UCCIDO -コロス- I KILL" Kappa Edizioni[22]
- 2015 "FACING HISTORIES – フェーシング・ヒストリーズ 烏丸由美 " Pubblicato da Facing Histories Committee